# Митрицэ, Александру
Александру Йонуц Митрицэ (рум. Alexandru Ionuț Mitriță; 8 февраля 1995, Крайова, Долж, Румыния) — румынский футболист, вингер клуба «Университатя Крайова» и сборной Румынии.

## Карьера

### Клубная карьера
Митрицэ — уроженец Крайовы, начал профессиональную карьеру в местном клубе «Газ Метан ЧФР Крайова», дебютировав в Лиге II 9 апреля 2011 года в матче против «Арджеш Питешти». Летом 2011 года клуб переехал в Дробета-Турну-Северин, где стал называться «Газ Метан Северин».
Летом 2012 года Митрицэ подписал контракт с клубом Лиги I «Вииторул Констанца». Дебютировал в высшей лиге 25 февраля 2013 года в матче против «Астра Джурджу».
В сентябре 2013 года Митрицэ был взят в аренду «Стяуа Бухарест» сроком на один год с правом последующего выкупа. Играл за состав «Стяуа» до 19 лет в Юношеской лиге УЕФА 2013/14. За основной состав «Стяуа» провёл один матч в Кубке Румынии 2013/14. «Стяуа» хотела выкупить Митрицэ, но «Вииторул» не согласился на предложенную сумму.
21 мая 2014 года в матче «Вииторул Констанца» против «Чахлэул Пьятра-Нямц» он забил свой первый гол в Лиге I.
14 июля 2015 года Митрицэ перешёл в клуб итальянской Серии B «Пескара». По сведениям прессы сумма трансфера составила около €800 тыс. В подэлитном дивизионе Италии он дебютировал 11 октября 2015 года в матче против «Асколи». 8 апреля 2016 года в матче против «Авеллино» забил свой первый гол за «дельфинов». По итогам сезона 2015/16 «Пескара» пробилась в Серию A. В высшем дивизионе Италии он дебютировал 28 августа 2016 года в матче против «Сассуоло». 22 мая 2017 года в матче против «Палермо» забил свой первый гол в Серии A.
21 июля 2017 года Митрицэ вернулся играть на родину, отправившись в аренду в «Университатя Крайова» на один год с опцией выкупа. Дебютировал за «Крайову» 27 июля 2017 года в матче третьего квалификационного раунда Лиги Европы УЕФА 2017/18 против «Милана». 6 августа 2017 года в матче Лиги I против «Астра Джурджу» забил свой первый гол за «Университатя Крайова». В декабре 2017 года итальянская и румынская пресса сообщили, что «КСУ Крайова» подписала Митрицэ на постоянной основе. Сделка была подтверждена 17 января 2018 года: «Крайова» выплатила «Пескаре» за Митрицэ ранее согласованные €730 тыс., также итальянский клуб сохранил за собой право на 15 % от суммы следующего трансфера игрока, румынский клуб подписал контракт с игроком до лета 2021 года. 27 мая 2018 года в финале Кубка Румынии 2017/18, в котором «Крайова» обыграла «Херманнштадт» со счётом 2:0, Митрицэ забил гол и был назван игроком матча. В плей-офф сезона 2017/18 с пятью голами в десяти матчах стал лучшим бомбардиром, за что был включён в символическую сборную плей-офф Лиги I. В июле 2018 года Митрицэ был выбран капитаном «Крайовы».
4 февраля 2019 года Митрицэ перешёл за €8 млн ($8,5 млн) в клуб MLS «Нью-Йорк Сити», подписав многолетний контракт по правилу назначенного игрока. В американской лиге дебютировал 2 марта 2019 года в матче стартового тура сезона против «Орландо Сити», отметившись голевой передачей. 17 марта 2019 года в матче против «Лос-Анджелеса» забил свой первый гол в MLS. 25 сентября 2019 года в матче против «Атланты Юнайтед» оформил хет-трик.
8 октября 2020 года Митрицэ был взят в аренду клубом чемпионата Саудовской Аравии «Аль-Ахли» до 31 января 2022 года с опцией выкупа по окончании срока. Свой дебют в саудовской Про-лиге, 22 октября 2020 года в матче против «Аль-Вахды», отметил голом. В августе 2021 года Митрицэ расторг договор аренды с «Аль-Ахли» по причине не выплаты зарплаты за несколько месяцев.
31 августа 2021 года Митрицэ присоединился на правах аренды к клубу чемпионата Греции ПАОК сроком до 30 июня 2022 года. В греческой Суперлиге дебютировал 12 сентября 2021 года в матче против «ПАС Янины», заменив во втором тайме Синдзи Кагаву. 16 сентября 2021 года в матче группового этапа Лиги конференций УЕФА 2021/22 против гибралтарского «Линкольн Ред Импс» забил свой первый гол за греческий клуб. Впервые забил в Суперлиге 22 сентября 2021 года в ворота «Панетоликоса».
25 июля 2022 года Митрицэ вернулся в Саудовскую Аравию, отправившись в аренду в клуб «Аль-Раед». Дебютировал за «Аль-Раед» 27 августа 2022 года в матче стартового тура сезона 2022/23 против «Абхи», отметившись голевой передачей. 1 сентября 2022 года в матче против «Аль-Вахды» забил свой первый гол за «Аль-Раед».
Летом 2023 года Митрицэ вернулся в «Университатя Крайова», подписав трёхлетний контракт.

### Международная карьера
За сборную Румынии Митрицэ дебютировал 24 марта 2018 года в товарищеском матче со сборной Израиля. 12 октября 2019 года в матче квалификации чемпионата Европы 2020 против сборной Фарерских островов забил свой первый гол за сборную Румынии.

## Личная информация
Александру Митрицэ — племянник Думитру Митрицэ, также профессионального футболиста, выступавшего за такие клубы, как «Университатя Крайова», «Херенвен» и «Стяуа Бухарест».

## Достижения
Командные
 «Университатя Крайова»
- Обладатель Кубка Румынии: 2017/18

Индивидуальные
- Член символической сборной плей-офф Лиги I: 2017/18

## Статистика

### Клубная статистика
| Выступление          | Выступление      | Выступление      | Лига | Лига | Кубок | Кубок | Континент. | Континент. | Прочие | Прочие | Итого | Итого |
| Клуб                 | Лига             | Сезон            | Игры | Голы | Игры  | Голы  | Игры       | Голы       | Игры   | Голы   | Игры  | Голы  |
| -------------------- | ---------------- | ---------------- | ---- | ---- | ----- | ----- | ---------- | ---------- | ------ | ------ | ----- | ----- |
| Газ Метан Северин    | Лиге II          | 2010/11          | 2    | 0    | —     | —     | —          | —          | —      | —      | 2     | 0     |
| Газ Метан Северин    | Лиге II          | 2011/12          | 3    | 0    | 0     | 0     | —          | —          | —      | —      | 3     | 0     |
| Газ Метан Северин    | Итого            | Итого            | 5    | 0    | 0     | 0     | —          | —          | —      | —      | 5     | 0     |
| Вииторул Констанца   | Лига I           | 2012/13          | 7    | 0    | —     | —     | —          | —          | —      | —      | 7     | 0     |
| Вииторул Констанца   | Лига I           | 2013/14          | 15   | 1    | —     | —     | —          | —          | —      | —      | 15    | 1     |
| Вииторул Констанца   | Лига I           | 2014/15          | 27   | 5    | —     | —     | —          | —          | 2      | 1      | 29    | 6     |
| Вииторул Констанца   | Лига I           | 2015/16          | 1    | 0    | —     | —     | —          | —          | —      | —      | 1     | 0     |
| Вииторул Констанца   | Итого            | Итого            | 50   | 6    | —     | —     | —          | —          | 2      | 1      | 52    | 7     |
| Стяуа Бухарест       | Лига I           | 2013/14          | —    | —    | 1     | 0     | —          | —          | —      | —      | 1     | 0     |
| Стяуа Бухарест       | Итого            | Итого            | —    | —    | 1     | 0     | —          | —          | —      | —      | 1     | 0     |
| Пескара              | Серия B          | 2015/16          | 18   | 1    | 1     | 0     | —          | —          | 1      | 0      | 20    | 1     |
| Пескара              | Серия A          | 2016/17          | 15   | 1    | 2     | 0     | —          | —          | —      | —      | 17    | 1     |
| Пескара              | Итого            | Итого            | 33   | 2    | 3     | 0     | —          | —          | 1      | 0      | 37    | 2     |
| Университатя Крайова | Лига I           | 2017/18          | 31   | 12   | 5     | 4     | 2          | 0          | —      | —      | 38    | 16    |
| Университатя Крайова | Лига I           | 2018/19          | 18   | 13   | 1     | 0     | 2          | 0          | 1      | 0      | 22    | 13    |
| Университатя Крайова | Итого            | Итого            | 49   | 25   | 6     | 4     | 4          | 0          | 1      | 0      | 60    | 29    |
| Нью-Йорк Сити        | MLS              | 2019             | 29   | 12   | 2     | 1     | —          | —          | 1      | 0      | 32    | 13    |
| Нью-Йорк Сити        | MLS              | 2020             | 12   | 4    | —     | —     | 3          | 1          | 2      | 0      | 17    | 5     |
| Нью-Йорк Сити        | Итого            | Итого            | 41   | 16   | 2     | 1     | 3          | 1          | 3      | 0      | 49    | 18    |
| Аль-Ахли Сауди       | СПЛ              | 2019/20          | —    | —    | 1     | 0     | —          | —          | —      | —      | 1     | 0     |
| Аль-Ахли Сауди       | СПЛ              | 2020/21          | 25   | 4    | 1     | 0     | 3          | 0          | —      | —      | 29    | 4     |
| Аль-Ахли Сауди       | Итого            | Итого            | 25   | 4    | 2     | 0     | 3          | 0          | —      | —      | 30    | 4     |
| ПАОК                 | Суперлига        | 2021/22          | 24   | 1    | 5     | 1     | 9          | 1          | —      | —      | 38    | 3     |
| ПАОК                 | Итого            | Итого            | 24   | 1    | 5     | 1     | 9          | 1          | —      | —      | 38    | 3     |
| Аль-Раед             | СПЛ              | 2022/23          | 28   | 6    | 0     | 0     | —          | —          | —      | —      | 28    | 6     |
| Аль-Раед             | Итого            | Итого            | 28   | 6    | 0     | 0     | —          | —          | —      | —      | 28    | 6     |
| Университатя Крайова | Лига I           | 2023/24          | 0    | 0    | 0     | 0     | —          | —          | —      | —      | 0     | 0     |
| Университатя Крайова | Итого            | Итого            | 0    | 0    | 0     | 0     | —          | —          | —      | —      | 0     | 0     |
| Всего за карьеру     | Всего за карьеру | Всего за карьеру | 255  | 60   | 19    | 6     | 19         | 2          | 7      | 1      | 300   | 69    |

1. ↑  В графу «Континентальные турниры» входят игры и голы в Лиге Европы УЕФА, Лиге чемпионов КОНКАКАФ, Лиге чемпионов АФК и Лиге конференций УЕФА.
2. ↑  В графу «Прочие» входят игры и голы в Кубке румынской лиги, Суперкубке Румынии, плей-офф Серии B, плей-офф Кубка MLS и плей-офф Турнира MLS is Back.

### Международная статистика
| Команда | Год   | Игры | Голы |
| ------- | ----- | ---- | ---- |
| Румыния |       |      |      |
| 2018    | 6     | 0    |      |
| 2019    | 5     | 2    |      |
| 2020    | 3     | 0    |      |
| 2021    | 2     | 1    |      |
| 2022    | 2     | 0    |      |
| Всего   | Всего | 18   | 3    |

Голы за сборную
| №  | Дата            | Место                                     | Соперник          | Голы | Результат | Турнир                              |
| -- | --------------- | ----------------------------------------- | ----------------- | ---- | --------- | ----------------------------------- |
| 1. | 12 октября 2019 | «Торсволлур», Торсхавн, Фарерские острова | Фарерские острова | 0:2  | 0:3       | Квалификация чемпионата Европы 2020 |
| 2. | 15 октября 2019 | «Арена Националэ», Бухарест, Румыния      | Норвегия          | 1:0  | 1:1       | Квалификация чемпионата Европы 2020 |
| 3. | 11 октября 2021 | «Стяуа», Бухарест, Румыния                | Армения           | 1:0  | 1:0       | Квалификация чемпионата мира 2022   |